# Joel Ringström
Joel Ringström, född 9 mars 1982 i Hanaskog, är en svensk före detta fotbollsspelare som spelade som målvakt. Han var under Malmö FF:s säsong 2004 reservmålvakt bakom Mattias Asper, en roll Lee Baxter haft föregående säsong. Malmö FF vann under säsongen SM-guld. Säsongen därefter lånades Ringström ut till IFK Hässleholm.